# 昌业廷
昌业廷（1955年12月—），男，山东齐河人，中华人民共和国军事人物，中国人民解放军少将，曾任中共宁夏回族自治区党委常委、宁夏军区司令员。